# راین (باواریای پایین)
راین (باواریای پایین) (به آلمانی: Rain, Lower Bavaria) یک شهر در آلمان است که در اشتراوبینگ-بوگن واقع شده‌است.

## خصوصیات
راین ۱۴٫۲۹ کیلومترمربع مساحت دارد ۳۳۰ متر بالاتر از سطح دریا واقع شده‌است.